# Hylophasma debilis
Hylophasma debilis är en stekelart som först beskrevs av Henry Keith Townes, Jr. 1962.  Hylophasma debilis ingår i släktet Hylophasma och familjen brokparasitsteklar. Inga underarter finns listade i Catalogue of Life.